# Гаддарэ

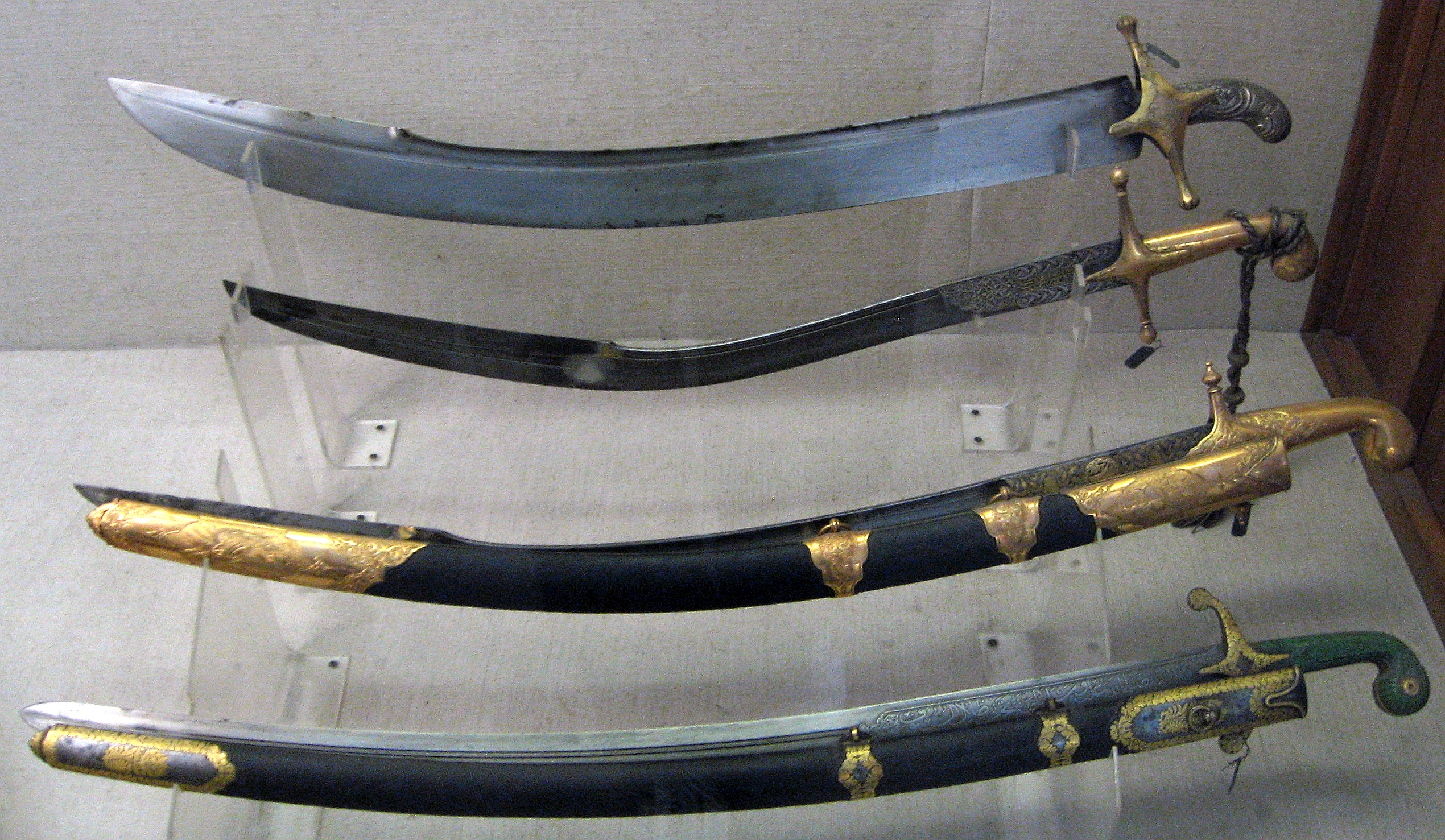
Верхняя сабля — гаддарэ с не «родной» гардой

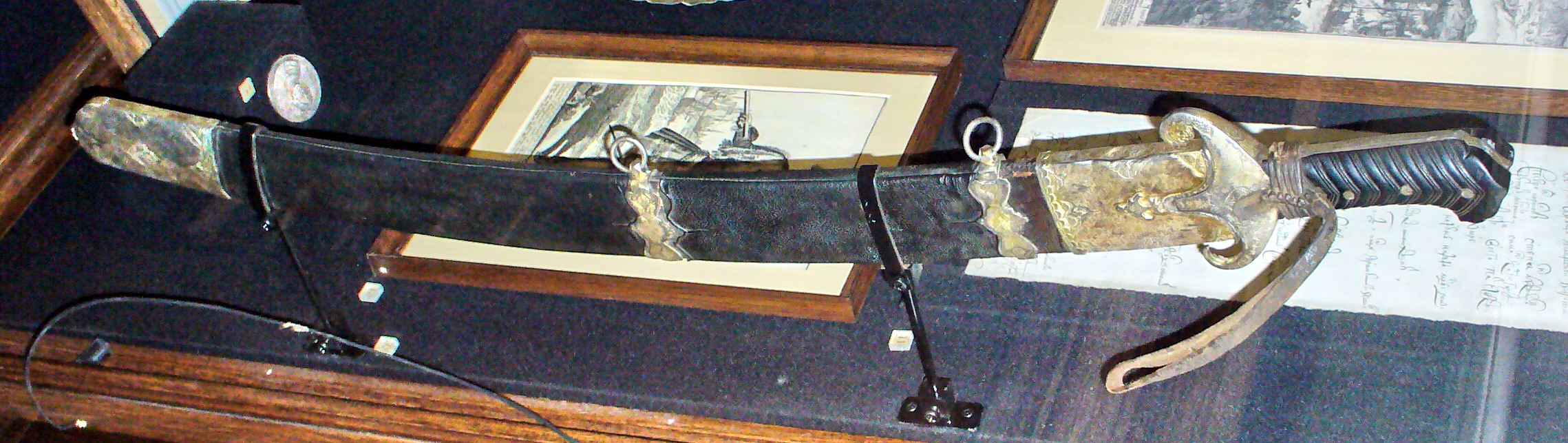
Турецкая сабля «пала» в ножнах, XVII век.

Гаддарэ (перс.), Пала (тур.) — разновидность сабли. Имели хождение в Турции, Иране и некоторых других странах с XVII века.
Эти сабли отличаются довольно коротким (65—75 см) и широким (5—5,5 см) клинком, с толстым (до 1 см) обухом. Иногда имели обоюдоострую елмань, ширина клинка в её начале составляла 6—7 см. Черен рукояти состоял из двух половин, прикрепляемых к хвостовику заклёпками; с загнутым вниз набалдашником. Концы сравнительно небольшой крестовины закруглялись вперёд. К саблям полагались деревянные ножны, которые оклеивались чёрной кожей, или, реже — бархатом.
Сабли гаддарэ имели как парадное, так и боевое назначение.